# Vera Zlatareva
Vera Zlatareva (1905. december 3. – Szófia, 1977. augusztus 19.) bolgár ügyvéd, író, feminista és nőjogi aktivista. A Bolgár Tudósok Szövetségének tagja. 

## Élete
1905. december 3-án született a Pazardzsik melletti Goljamo Bełovo faluban, Bulgáriában. A középiskolát Plovdivban végezte, majd 1929-ben a Szófiai Egyetemen kezdett tanulni. 1931-ben ugyanezen az egyetemen védte meg doktori disszertációját, és a Földművelésügyi Minisztériumban kezdett el dolgozni jogi tanácsadóként. Két évvel később ugyanabban az intézményben doktorált. 1931–32-ben a Földművelésügyi és Állami Vagyonügyi Minisztérium jogi tanácsadójaként dolgozott. 1932 és 1934 között a Plovdivi Rendőrkapitányságon belül a prostitúció visszaszorítására létrehozott külön szekciót vezette. 1934 júliusától 1936 júliusáig a Plovdiv Városi Tanácsnál dolgozott, ahol a Szociális Osztály elnöke volt, ahol szociális támogatást szervezett szegény családokból származó nők számára. 
1936-ban hozzáment Mihail Genovszki ((1903–1966) ügyvédhez és politikushoz, két gyermekük született.
A házasságkötés után Szófiába költöztek, ahol 1937 júniusától a férje ügyvédi irodájában dolgozott. 1937-ben ő képviselte Bulgáriát a Nemzetközi Abolicionista Szervezetben. Genovszkival együtt a Zemja i Trud (Föld és Munka) című bolgár folyóirat szerkesztője volt.
1944-ben a kommunista államcsíny után a Bolgár Földműves Népi Szövetség tagjaként beválasztották a Nemzetgyűlésbe. 1945-ben ő volt az első nő Bulgáriában, aki jogot szerzett ügyvédi tevékenységre.
1977. augusztus 19-én Szófiában halt meg.

## Publikációi
Számos család- és büntetőjogi, valamint népszerű tudományos monográfia szerzője.
- Психология и социология на българската проститутка (A bolgár prostituált pszichológiája és szociológiája, 1935)
- Проституцията и борбата против нея (A prostitúció és az ellene folytatott küzdelem, 1936)
- Обществени грижи (Közösségi gondoskodás, 1940)
- Изнасилване (Nemi erőszak, 1940)
- Имуществени отношения между съпрузите (A házastársak közötti vagyoni viszonyok, 1941)
- Правната защита на жената (A nők jogi védelme, 1945)
- Селянката и новото време (A parasztasszony és az újkor, 1947)

## Fordítás
- Ez a szócikk részben vagy egészben  a   Vera Zlatareva című angol Wikipédia-szócikk ezen változatának fordításán alapul.  Az eredeti cikk szerkesztőit annak laptörténete sorolja fel. Ez a jelzés csupán a megfogalmazás eredetét és a szerzői jogokat jelzi, nem szolgál a cikkben szereplő információk forrásmegjelöléseként.
- Ez a szócikk részben vagy egészben  a   Wera Złatarewa című lengyel Wikipédia-szócikk ezen változatának fordításán alapul.  Az eredeti cikk szerkesztőit annak laptörténete sorolja fel. Ez a jelzés csupán a megfogalmazás eredetét és a szerzői jogokat jelzi, nem szolgál a cikkben szereplő információk forrásmegjelöléseként.